# Rai
Rai (Radiotelevisione Italiana), nebo také RAI, je italská veřejnoprávní vysílací stanice. Je tvořena televizními a rozhlasovými stanicemi.
Do roku 1954 se nazývala Radio Audizioni Italiane. Patří k největším vysílacím společnostem v Evropě.
Rozpočet se pohybuje mezi 60–65 miliard korun ročně.

## Historie
Historicky první pravidelné vysílání v Itálii (a jedno z prvních na světě) bylo spuštěno v roce 1924 pod názvem Unione Radiofonica Italiana. V roce 1944 se název stanice změnil na Radio Audizioni Italiane. V roce 1961 stanice spustila druhý kanál, 2. U příležitosti Letních olympijských her 1972 v Mnichově stanice vysílala poprvé barevně. Oficiálně a plnohodnotně přešla Rai na barevné vysílání roku 1977. Třetí kanál spustila Rai v roce 1979. Čtvrtý kanál Rai News 24 byl spuštěn 1999. Od roku 2012 vysílá Rai digitálně po celé Itálii.

## Popis
2× za rok vysílá do celého světa v přímém přenosu papežské požehnání Urbi et orbi – přenos, který sledují až 2 miliardy diváků po celém světě. Televize Rai natočila i několik světově úspěšných seriálů – např. Chobotnice, Marco Polo, Martin Eden, Komisař Rex (od 2007), Okouzlení, Sandokan, Tajemství Sahary, Soraya, Coco Chanel, Don Matteo, Komisař Montalbano, Baronka di Carini, Život Leonarda Da Vinci, Kousek od nebe, Suburra, Titanic – Krev a ocel, Tajemství hrobky či současné seriálové hity Medici – Masters Of Florence, Jméno Růže nebo Geniální přítelkyně.
Vždy v únoru vysílá jeden z nejznámějších hudebních festivalů – Sanremo. Od roku 1992 do roku 2004 vysílala jeden z nejúspěšnějších pořadů všech dob, koncert Pavarotti and Friends, který se s mimořádným úspěchem vysílal po celém světě, i v České republice. Rai patří také mezi největší sponzory pěvecké soutěže Eurovision Song Contest v rámci skupiny Big 5. Od roku 1948 organizuje a vysílá nejstarší a světově prestižní Mezinárodní televizní festival Prix Italia.
Mezi další velmi úspěšné pořady patří hudební show "Arena Suzuki 60, 70, 80, 90". V pořadu vystupují hvězdy pop music z let 1960 až 1990. Pořad se setkal s velkým úspěchem již s jeho prvním uvedením v roce 2021 a prodal se do mnoha zemí světa.
Koncesionářský poplatek činí 90 € ročně a patří k nejnižším v Evropě. Kromě poplatků má televize příjem i z reklamy. Reklama se však nevysílá na kanálech Rai 5, Rai Yoyo, Rai Storia a Rai Scuola. Rai vysílá i digitálně na celém území Itálie a některé kanály také volně na satelitu Hot Bird. Kromě TV kanálů Rai provozuje rozhlasové stanice pod názvem RadioRAI. Rozhlasové kanály jsou vysílány po FM, AM, po drátě a v satelitních a kabelových systémech (viz info u každého kanálu).

## Televizní stanice
Rai provozuje tyto televizní stanice:
| Rai 1 - Logo 2016             | Rai 1             | Rai 1 je hlavní a nejsledovanější kanál v Itálii. Jeho průměrná sledovanost v roce 2018 byla 21,9 % Zaměřuje se celkově na rodinné publikum. Vysílá soutěže, pořady, filmy a seriály především z vlastní produkce, v menší míře zpravodajství (hlavní vydání TG1) také sportovní přenosy. Z vlastních seriálů to jsou např. Komisař Rex nebo Mladý Montalbano. Vysílá ze sportu především fotbal nebo závody Formule 1. Rai 1 začala vysílat roku 1954. V HD je stanice dostupná od roku 2013. Kanál je šířen u operátorů v ČR, SR, Rusku, Maďarsku, Polsku nebo Francii. |
| Rai 2 - Logo 2016             | Rai 2             | Rai 2 je druhý italský televizní kanál. Jeho průměrná sledovanost v roce 2018 byla 12,6 %. Zaměřuje se na mladší publikum ve věku 15–45 let a také na dětské publikum. Velkou část vysílacícho schématu tvoří zahraniční (především americké) seriály a filmy (např. Zoufalé manželky, Myšlenky zločince, Odložené případy, Sběratelé kostí, Přátelé, Kobra 11, Castle na zabití, Dva a půl chlapa, Řím, Jericho, Černá listina, Luther nebo Sherlock Holmes: Jak prosté) dále různé reality show (Eurovision Song Contest, Wipeout, X Factor a další), sportovní přenosy, hlavně fotbal a dětské pořady. Má také vlastní zpravodajství TG2. Rai 2 vysílá od roku 1961 a také v HD.                      |
| Rai 3 - Logo 2016             | Rai 3             | Rai 3 je třetí italský televizní kanál. Jeho průměrná sledovanost v roce 2014 byla 10,1 %. Zaměřuje se na náročnější diváky. Vysílá různou publicistiku, diskuse, sport, dokumenty i filmy. Má také vlastní zpravodajskou relaci TG3, včetně zpráv ve slovinštině a němčině. Rai 3 vysílá od roku 1979 a také v HD. |
| Rai 4 - Logo 2016             | Rai 4             | Rai 4 je čtvrtý italský televizní kanál. Jeho průměrná sledovanost se v roce 2017 blížila ke 2 %. Zaměřuje se dospělé publikum. Vysílá zahraniční seriály a filmy včetně necenzurovaných filmů s velkou dávkou násilí, erotiku, splatter horrory a kontroverzní filmy. Proto je stanice chráněná funkcí parental control, který umožňuje rodičům zamezit přístup dětem a mladistvým. Vysílané seriály a filmy jsou od gigantů jako HBO, Netflix nebo SyFy. Vysílanými seriály jsou např. American Crime Story, Batesův motel, Perníkový táta, Dexter, Pán času, Hra o trůny, Šílenci z Mannhattanu, Vražedná čísla, Ray Donovan, Vikingové, Skladiště 13 a další. Rai 4 vysílá od roku 2008 a také v HD. |
| Rai 5 - Logo 2017             | Rai 5             | Rai 5 je pátý italský televizní kanál. Jeho průměrná sledovanost v roce 2015 byla 0,4 %. Zaměřuje se na náročné diváky. Jedná se o kulturně-umělecko-dokumentární kanál. Vysílá divadelní představení, operu, balet, klasickou hudbu, koncerty, kulturní a cestovní magazíny, náboženské pořady, pořady pro menšiny, udílení cen Grammy a Oscarů, evropskou nebo starší kinematografii. Rai 5 vysílá od roku 2010 a také v HD. |
| Rai Premium - Logo 2017       | Rai Premium       | Rai Premium je seriálový a filmový kanál vysílající to nejlepší z evropské i světové televizní tvorby od 50. let po současnost. V roce 2014 byla jeho průměrná sledovanost 1 %. Kanál vysílá od roku 1997 a také v HD. |
| Rai Gulp - Logo 2017          | Rai Gulp          | Rai Gulp je kanál pro děti a mladistvé. Vysílá dětské pořady z vlastní produkce ale také ze zahraniční především od Disney, Nickelodeon nebo z produkcí členů EBU. V roce 2008 byla průměrná sledovanost kanálu 0,1 %. Kanál vysílá od roku 2007 a také v HD. |
| Rai Storia - Logo 2017        | Rai Storia        | Rai Storia je dokumentární kanál. Vysílá především dokumenty, pořady z archivů, životopisy osobností ad. V roce 2014 byla průměrná sledovanost kanálu 0,2 %. Kanál vysílá od roku 2002 a také v HD. |
| Rai Sport - Logo 2017         | Rai Sport         | Rai Sport je sportovní kanál. Vysílá sportovní přenosy, basketbal, fotbal, cyklistiku, tenis ad. V roce 2014 byla průměrná sledovanost kanálu 0,3 %. Kanál vysílá od roku 1999 a také v HD. |
| Rai News 24 - Logo 2013       | Rai News 24       | Rai News 24 je zpravodajský kanál. Vysílá zpravodajské relace, včetně počasí a aktuálních informací z dopravy každých 30 minut. Dále se vysílají komentáře, informace z ekonomiky ad. V roce 2016 byla průměrná sledovanost kanálu 0,5 %. Kanál vysílá od roku 1999. |
| Rai Scuola - Logo 2017        | Rai Scuola        | Rai Scuola je kanál pro školy. Jedná se o vzdělávací kanál vysílající vzdělávací pořady a dokumenty pro děti. V roce 2014 byla průměrná sledovanost kanálu 0,01 %. Kanál vysílá od roku 1999. |
| Rai Movie - Logo 2017         | Rai Movie         | Rai Movie je filmový kanál. Vysílá 24 hodin denně pouze filmy všech žánrů z celosvětové produkce. V roce 2014 byla průměrná sledovanost kanálu 1,1 %. Kanál vysílá od roku 1999. |
| Rai Yoyo - Logo 2017          | Rai Yoyo          | Rai Yoyo je kanál pro předškolní děti. Vysílá naučné a zábavné programy. V roce 2014 byla průměrná sledovanost kanálu 0,5%. Kanál vysílá od roku 2006. |
| Rai 4K - Logo 2017            | Rai 4K            | Rai 4K je kanál vysílající program v ultra HD rozlišení. Byl spuštěn v roce 2016. |
| Rai Italia - Logo 2017        | Rai Italia        | Rai Italia je kanál pro Italy žijící ve světě. Vysílá zprávy, magazíny sport i pořady v italštině po celém světě. Byl spuštěn v roce 1992. |
| Rai World Premium - Logo 2017 | Rai World Premium | Rai World Premium je placený kanál vysílající tvorbu Rai se světovým ohlasem v angličtině nebo s anglickými titulky. Byl spuštěn v roce 2016. |
| Rai Südtirol                  | Rai Südtirol      | Rai Südtirol je regionální kanál v regionu Tridentsko-Horní Adiže vysílající tvorbu v němčině. Byl spuštěn v roce 1966. |
| Rai Ladinia                   | Rai Ladinia       | Rai Ladinia je regionální kanál v regionu Tridentsko-Horní Adiže a v provincii Belluno vysílající tvorbu v ladinštině. Byl spuštěn v roce 1988. |
| Rai 3 bis logo                | Rai 3 BIS         | Rai 3 BIS je regionální kanál v Terstu a okolí vysílající tvorbu ve slovinštině. Byl spuštěn v roce 1995. |

Kanály Rai 1, Rai 2 a Rai 3 mají své vlastní nezávislé zpravodajství – TG1, TG2 a TG3 (TG je zkratka pro Televizní noviny – Telegiornale). Rai 3 vysílá i regionální zpravodajství – TGR. Ostatní stanice zpravodajské relace nevysílají kromě kanálů Rai News a Rai Sport (sportovní servis).

## Rozhlasové stanice
| Rai Radio 1 - Logo 2017           | Rai Radio 1              | První italská rozhlasová stanice, spuštěná v roce 1924. Vysílá především zprávy, sportovní přenosy (především fotbal), diskusní pořady a další. Dále vysílá populární hudbu. Šířena je prostřednictvím FM, DAB, DVB-T, středních vln a po satelitu.                                                                               |
| Rai Radio 1 Sport - Logo 2018     | Rai Radio 1 Sport        | Stanice spuštěná v roce 2018 (u příležitosti Mistrovství světa ve fotbale 2018) je doplňková stanice k Rai Radio 1, odkud sem byly přesunuty některé sportovní přenosy, např. Serie A, Serie B, Giro d'Italia, Liga mistrů UEFA, Evropská liga UEFA, Formule 1, Tour de France, Olympijské a Paralympijské hry, atletiku a další. |
| Rai Radio 2 - Logo 2017           | Rai Radio 2              | Druhá italská rozhlasová stanice, spuštěná v roce 1938. Vysílá převážně talk show a populární hudbu. Patří k nejposlouchanějším stanicím v Itálii.Šířena je prostřednictvím FM, DAB, DVB-T a po satelitu. |
| Rai Radio 2 Indie - Logo 2018     | Rai Radio Indie          | Stanice spuštěná v roce 2018 vysílá převážně nezávislou a alternativní hudbu, také živé přenosy koncertů. |
| Rai Radio 3 - Logo 2017           | Rai Radio 3              | Třetí italská rozhlasová stanice, spuštěná roku 1950. Jedná se o kulturní staniie, která vysílá vážnou a avant-gardní hudbu (včetně živých koncertů), dále rozhlasové hry, četby na pokračování, pořady o historii, filosofii a dalších tématech. Šířena je prostřednictvím FM, DAB, DVB-T a po satelitu.                         |
| Rai Radio Classica logo           | Rai Radio 3 Classica     | Stanice, spuštěná roku 1958, nepřetržitě vysílá vážnou hudbu. Šířena je prostřednictvím rozhlasu po drátě, DAB, FM, DVB-T a po satelitu. |
| Rai Radio Tutta Italiana logo     | Rai Radio Tutta Italiana | Původně Rai Radio 4 je rozhlasová stanice, spuštěná roku 1958 vysílající nepřetržitě pop, rock, jazz, latinskoamerickou a easy listening hudbu. Šířena je prostřednictvím rozhlasu po drátě, DAB, DVB-T a po satelitu. |
| Rai Gr Parlamento - Logo 2017     | Rai Gr Parlamento        | Stanice, spuštěná roku 1998, přenáší jednání italského parlamentu a zprávy. Šířena je prostřednictvím FM, DAB a po satelitu. |
| Rai Isoradio - Logo 2017          | Rai Isoradio             | Dálniční stanice s dopravním zpravodajstvím, informacemi o počasí, zprávami a hudbou, spuštěná roku 1989. Šířena je prostřednictvím FM. |
| Rai Radio Techete' logo           | Rai Radio Techete´       | Rádio vysílající historické dokumenty týkající se Rai. Byla spuštěná v roce 2015. |
| Rai Radio Live logo               | Rai Radio Live           | Rádio, spuštěné v roce 2015 vysílá regionální informace a hudbu. |
| Rai Radio Kids logo               | Rai Radio Kids           | Stanice spuštěná v roce 2017 vysílá programy pro věkovou skupinu 2 až 23 let. |
| Rai Radio Radio Trst A- Logo 2017 | Rai Radio Trst A         | Stanice spuštěná již v roce 1944 nabízí pořady a vysílání ve slovinštině v okolí Terstu. Šířena je prostřednictvím FM, středních vln a DVB-T. Má také sesterskou televizní stanici. |
| Rai Südtirol                      | Rai Südtirol             | Stanice spuštěná již v roce 1960 nabízí pořady a vysílání v němčině v regionu Tridentsko-Horní Adiže. Šířena je prostřednictvím FM a DVB-T |

Radio 1, Radio 2 a Radio 3 mají své zpravodajství – GR1, GR2 a GR3(GR – Giornale Radio). Kromě toho vysílá zpravodajství Rai Isoradio (přenáší GR1, TG1 a TG3) a Rai GR Parlamento (vlastní parlamentní zprávy – GR Parlamento).
Všechny kanály Rai (kromě Rai Sender Bozen a Rai TRST) vysílají nonstop a ve formátu 16 : 9. Všechny kanály Rai vysílají také ve formátu HDTV a to v digitální sítí DVB-T2 a na satelitu. Rai také provozuje speciální kanál v nejvyšší možné kvalitě UHD neboli 4K – viz Rai 4K.
Všechny kanály Rai mají teletext a své webové stránky. Rai 3 provozuje i speciální regionální teletext a informace v angličtině.

## Mezinárodní verze TV
Rai kromě domovské Itálie, šíří své tři hlavní kanály kanály i do jiných států EU, kde je italština druhým nebo třetím nejpoužívanějším jazykem: Švýcarsko, Vatikán, Monte Carlo, San Marino, Slovinsko a Malta.
Rai také vysílá v USA, Kanadě, Austrálii, Asii a Africe prostřednictvím satelitu, kabelových operátorů a přes IPTV. Mezinárodní kanály jsou dva: Rai Italia a Rai Premium World. Rai Italia vysílá pouze vlastní zpravodajské pořady, sport, publicistiku, zábavné pořady, dokumenty a vybrané seriály a filmy italské produkce. Rai Premium World se skládá exkluzivně z vlastní seriálové a filmové tvorby Rai, které mají mezinárodní ohlas a diváci tak tyto pořady mohou vidět v předpremiéře a navíc v anglickém znění (nebo s anglickými titulky) a bez reklam.
Kanály Rai Italia a Rai Premium World jsou placené a cena balíčku se pohybuje v rozmezí 10–20 dolarů. Balíček Rai Direct obsahuje kromě dvou mezinárodních kanálů navíc zpravodajský kanál Rai News24.
V srpnu 2019 kanály Rai 1, Rai 2 a Rai 3 expandovaly na ruský trh. Rai 1 byl lokalizován do ruského jazyka v podobě dabingu nebo titulků.
Lokalizace programů Rai bude pokračovat i v následujících letech.
Rai také vystupuje i pod značkami:
- Rai Cinema (výroba a produkce filmů)
- Rai Fiction (výroba a produkce televizních filmů a seriálů)
- Rai Way (technická podpora)
- Rai Eri (vydavatelství)
- Rai Teche (správa televizního archívu)
- Rai Vaticano (vysílání a výroba pořadů z Vatikánu)
- Rai Com (prodej, zprostředkování pořadů a vysílání do zahraničí)
- Rai Cultura (výroba a produkce kulturních a uměleckých pořadů)
- Rai Ragazzi (výroba a produkce dětských pořadů)
- Rai Corporation (výroba a produkce pořadů v zahraničí)